# 新潟火力発電所
新潟火力発電所（にいがたかりょくはつでんしょ）は新潟県新潟市東区桃山町2-2にある東北電力の天然ガス火力発電所。

## 概要
1963年7月に1号機が運転を開始、4号機までが建設された。当時は日本初の天然ガス・重油混焼火力であった。その後、設備の老朽化等により1～4号機は廃止されている。2011年7月30日には高効率コンバインドサイクル発電方式を採用した5号系列が運転を開始した。
かつては沖合に位置していた阿賀沖油ガス田よりパイプラインで送られてきた天然ガスを利用していたが、1998年以降は東新潟火力発電所隣接地の埠頭付近に設置したLNG基地からのパイプライン（総延長251km）を介して、東北天然ガスより供給を受けている。

## 発電設備
- 総出力：10.9万kW（2018年10月1日現在）

5号系列
発電方式：コンバインドサイクル発電方式
定格出力：10.9万kW（5.45万kW × 2軸）
　5-1号：5.45万kW
　5-2号：5.45万kW
使用燃料：天然ガス
熱効率：約50%（低位発熱量基準）
営業運転開始：2011年（平成23年）7月30日

## 廃止された発電設備
- 発電方式：汽力発電方式

1号機
定格出力：12.5万kW
使用燃料：重油、天然ガス
営業運転期間：1963年（昭和38年）7月 - 1984年（昭和59年）7月
2号機
定格出力：12.5万kW
使用燃料：重油、天然ガス
営業運転期間：1963年（昭和38年）10月 - 1983年（昭和58年）8月
3号機
定格出力：25万kW
使用燃料：重油、天然ガス、LNG
営業運転期間：1966年（昭和41年）1月 - 2009年（平成21年）7月（2006年4月30日より長期計画停止）
4号機
定格出力：25万kW
使用燃料：重油、天然ガス、LNG
営業運転開始：1969年（昭和44年）8月 - 2018年（平成30年）9月30日

### 緊急設置電源
2011年3月11日に発生した東北地方太平洋沖地震および津波により複数の発電施設が被災し、電力供給力が大幅に低下したため、緊急設置電源が新設された。
電力需給が逼迫した際に稼働していたが、被災発電所の復旧等により、2015年3月21日に廃止された。
6号機（緊急設置電源）
発電方式：ガスタービン発電方式
定格出力：3.4万kW
使用燃料：天然ガス
熱効率：約31%（低位発熱量基準）
営業運転期間：2012年1月31日 - 2015年3月21日